# Леонардвілл (Канзас)
Леонардвілл (англ. Leonardville) — місто (англ. city) в США, в окрузі Райлі штату Канзас. Населення — 432 особи (2020).

## Географія
Леонардвілл розташований за координатами 39°21′50″ пн. ш. 96°51′35″ зх. д. / 39.36389° пн. ш. 96.85972° зх. д. (39.364020, -96.859653).  За даними Бюро перепису населення США в 2010 році місто мало площу 0,74 км², уся площа — суходіл.

## Демографія
Згідно з переписом 2010 року, у місті мешкало 449 осіб у 169 домогосподарствах у складі 112 родин. Густота населення становила 607 осіб/км².  Було 195 помешкань (264/км²).
Расовий склад населення:
| - 96,7 % — білих - 0,7 % — чорних або афроамериканців - 0,2 % — корінних американців |

До двох чи більше рас належало 2,0 %. Частка іспаномовних становила 4,5 % від усіх жителів.
За віковим діапазоном населення розподілялося таким чином: 24,3 % — особи молодші 18 років, 52,5 % — особи у віці 18—64 років, 23,2 % — особи у віці 65 років та старші. Медіана віку мешканця становила 43,4 року. На 100 осіб жіночої статі у місті припадало 82,5 чоловіків;  на 100 жінок у віці від 18 років та старших — 75,3 чоловіків також старших 18 років.
Середній дохід на одне домашнє господарство  становив 48 263 долари США (медіана — 38 333), а середній дохід на одну сім'ю — 64 402 долари (медіана — 60 625). Медіана доходів становила 33 000 доларів для чоловіків та 28 214 долари для жінок. За межею бідності перебувало 11,7 % осіб, у тому числі 9,8 % дітей у віці до 18 років та 12,1 % осіб у віці 65 років та старших.
Цивільне працевлаштоване населення становило 180 осіб. Основні галузі зайнятості: освіта, охорона здоров'я та соціальна допомога — 35,0 %, роздрібна торгівля — 14,4 %, будівництво — 8,9 %, публічна адміністрація — 6,7 %.